# Andrzej z Wiślicy
Andrzej z Wiślicy (zm. 1356) – biskup poznański (nominat) i szweryński, dyplomata w służbie Władysława Łokietka i Kazimierza Wielkiego.

## Życiorys
Wielokrotnie posłował w imieniu królów polskich do kurii papieskiej w Awinionie. Piastował wiele godności kościelnych, m.in. był kanonikiem wrocławskim (od 1326), gnieźnieńskim (od 1327) i krakowskim (od 1334). W 1347 został wyznaczony przez papieża Klemensa VI na biskupa poznańskiego, której to funkcji jednak nie objął wskutek przeciwdziałania króla Kazimierza Wielkiego, niechętnego kandydatom papieskim. W związku z tym w roku następnym został mianowany przez papieża biskupem szweryńskim, gdzie sprawnie zarządzał przez następne lata diecezją.
Był także protektorem przyszłego kronikarza Janka z Czarnkowa, który u jego boku osiągał pierwsze godności kościelne oraz wypełniał zadania kancelaryjne i dyplomatyczne.